# 468
Період падіння Західної Римської імперії. У Східній Римській імперії триває правління Лева I Макелли. У Західній формально править Прокопій Антемій, але влада належить військовому магістру Ріцімеру. Значна частина території окупована варварами, зокрема в Іберії утворилося Вестготське королівство, а Північну Африку захопили вандали, утворивши Африканське королівство, у Тисо-Дунайській низовині утворилося Королівство гепідів.
У Південному Китаї правління династії Лю Сун. В Індії правління імперії Гуптів. У Японії триває період Ямато. У Персії править династія Сассанідів.
На території лісостепової України Черняхівська культура. Історики VI століття згадують плем'я антів, що мешкало на території сучасної України приблизно з IV сторіччя. У Північному Причорномор'ї центр володінь гунів, що підкорили собі інші кочові племена, зокрема сарматів та аланів.

## Події
- Об'єднані сили обох імперій зазнали важкої поразки в спільному поході проти вандалів.
  - Імператор Східної Римської імперії Лев I зібрав у Константинополі флот із 1100 кораблів із 100 тис. вояків для масового наступу на вандалів.
  - Імператор Антемій послав свої сили під командуванням Марцелліна, які вибили вандалів із Сицилії й відвоювали Сардинію.
  - Полководець Східної Римської імперії Гераклій із Едеси висадився з великими силами в Лівії на схід від Карфагена.
  - Вандали розбили римський флот під командуванням Василіска у битві біля мису Бон. Король вандалів Гейзеріх використав брандери, за допомогою яких спалив 700 імперських галер. Рештки римського флоту втекли до Сицилії.
  - У серпні на Сицилії убито Марцелліна. Воювати залишився тільки Гераклій.
  - Василіск, повернувшись до Константинополя, мусив ховатися у Святій Софії від гніву натовпу.
  - Вандали повернули собі Сицилію.
- Син Аттіли Денгизих послав до візантійського імператора делегацію з вимогою виплати данини. Лев I запропонував дозволити гунам поселитися в Фракії за умови, якщо вони коритимуться владі. Денгизих відмовився, і гуни перейшли через Дунай. У вирішальній битві на річці Віт вони зазнали поразки, а сам Денгизих загинув.
- Битва при Бассіанах остготів і гунів.
- 47-м Папою Римським став Сімпліцій.

## Померли
- Гіларій, Папа Римський.